# کاتساکووا لهوتا
کاتساکووا لهوتا (به چکی: Kacákova Lhota) یک منطقهٔ مسکونی در جمهوری چک است که در شهرستان ییچین واقع شده‌است.